# 多数代表制
多数代表制（たすうだいひょうせい、ドイツ語: Mehrheitswahl）とは、議員（代表者）の選任をその選挙区の多数派の意思にかからしめ、多数派をして当選者を独占せしめる方法である。

## 概要
多数代表法は、多数決の原理とは異なる。その集団における多数派の意思を最高度に尊重する方法であって、19世紀のなかばまでは、各選挙区において多数を占める党派がその選挙区の全議員を独占することが当然であると考えられていた。

## 多数代表制に属する選挙制度

### 小選挙区単記投票制
多数代表法の典型例は、1選挙区の議員定数を1名とする小選挙区単記投票制である。この制度は、1918年以来、イギリスの下院議員選挙において用いられている。
小選挙区単記投票制において当選者を決定する方法としては、絶対多数（総投票数の過半数）による方法と、相対多数による方法とが考えられる。

#### 二回投票制
相対多数による場合は、通常は、一定の法定得票数を定め、法定得票数に達した者がない場合に、再選挙を行う（二回投票制）。二回投票制は、第一次世界大戦前の欧州諸国において、比例代表法が採用されるまで一般的に実施されていた方法である。現在では、フランスの下院議員選挙において用いられている。
しかしながら、このような再選挙決選投票（Second Ballot）は、投票の反復によって、時間や手数や経費を浪費するほか、決選投票に際して政党各派が不公正な妥協を行う危険性もある。
このような欠陥を除去するために、イギリス及びその植民地においては、選択投票法（Alternative Vote）が、アメリカの各地方においてはバックリン式優先投票法が採用されている。

#### 選択投票法
選択投票法は、定数1名の選挙区において、自らが投票しようと思う第1位の候補者のほかに、もう1名の候補者を第2位として投票用紙に記載する方法である。第1位の候補者の中に絶対多数の得票者が存在しなかった場合は、第1位において最も得票数の少なかった候補者へ与えられた票を処分し、その票の中で第2位として記載された候補者にそれらの票を帰属させる。これによって絶対多数を得た候補者が存在しない場合には、次の低位の候補者について同様の手続を行い、ある候補者が絶対多数を獲得するまで、この手続を繰り返すこととなる。
選択投票法の欠点は、二回投票制と同様に、最低得票者が当選の見込みがないものとして排除される点にある。実際には極めて稀であるとしても、最低得票者が、次の選択において、多数得票者となる可能性があるからである。

#### バックリン式優先投票法
バックリン式優先投票法は、定数1名の選挙区において、投票の際に候補者に順位を付し、第1位として得た票数を計算して絶対多数の得票者が存在しなかった場合には、各候補者について第2位として与えられた投票を計算し、第1位として得た票数と合計し、その全体の過半数を得た者を当選者とする方法である。なお、それでも過半数を得た者が存在しない場合には、第3位として得た票数を合計して決定する。
バックリン式優先投票法は、1793年にニコラ・ド・コンドルセによって初めて提唱された方法であって、アメリカにおいては、一般に、バックリン式、あるいは、グランド・ジャンクション式（Grand Junction System）として知られている。
バックリン式優先投票法は、最低得票者を排除するという選択投票制の欠点を回避することができる。しかしながら、第1位として得た票数で相対多数を得た候補者が、第2位として得た票数を合計することによって、他の候補者よりも得票数が少なくなり、このことが多数の意思に反するとされる。そのため、第1位の候補者を当選させようと考える選挙人は、第2位以下の順位付けを躊躇することとなるとされる。

#### ナンソン式投票法
バックリン式優先投票法は、第1位、第2位、第3位などの順位を無視して、全ての順位の票を等価値に計算するという不合理を有する。この不合理を回避する方法が、ナンソン式投票法である。ナンソン式投票法は、投票用紙の最低順位の候補者に1票、その1つ上の順位の候補者に2票、さらにその1つ上の順位の候補者に3票を与え、最高順位（第1位）の候補者にはその投票用紙に選択された候補者の数と同数の票を与えるという方法である。投票の計算の際には、各候補者の得票数の総和を求め、これを候補者の数で除し、平均を得、この平均に達しなかった候補者を落選者として排除する。そして、平均に達する候補者が1名のみ残存するまで、この手続を繰り返すこととなる。
ナンソン式投票法は、多数代表法において理論上最も正確な方法であるとされるが、複雑であり、計算方法が実用的ではないため、一般に採用されるところとなっていない。

### 大選挙区完全連記制
多数代表法は、大選挙区において完全連記制を採用する場合にもあらわれる。大選挙区完全連記制は、かつて、イタリア、フランス、アメリカなどで採用されており、日本では、貴族院伯子男爵議員選挙規則に基づく貴族院の伯子男爵議員の互選において採用されていたが、甚だ不合理な結果となることが明白であるため、採用される例はない。

## 利点・欠点
多数代表制の最大の利点・欠点は、当選者間での意思統一が既に済まされていることである。このため、緊急時など議論の時間の無いときや、裁判や内閣など一貫した方針が求められる作業を当選者で分担して処理する時などは、事前準備が殆ど必要ない。一方、あくまで代表している意志は一つだけなので、議会閉会中に議員が地元に帰るような、当選者とその支援者だけの努力に任せる方法では有権者全体の多様な意見を吸い上げるのは不可能であり、選挙のやり直しに近いことが必要になる。議会での議論も多様な見方を欠いたモノになりがちになる。
また、首長が一人しかいない行政府は何らかの多数代表制で選出されているため、立法府も多数代表制で選出すると行政府・立法府間の対立が少なくなる。このため、この対立を解消する規定が未整備の国の政治が停滞する可能性を減らすことが出来る。大統領選挙・首相公選などの行政府の直接選挙が無い国でも、国民の行政府への意向を直接反映させるため、立法府を多数代表制で選出する所がある。当然副作用として、行政府・立法府が似たような政党に握られることになるので、三権分立の目的である行政府・立法府間の相互監視機能も落ちる。

### 単記非移譲式投票を用いる場合の性質
Approval votingやSchulzeなどの政党の規模が考慮されない方法を使う場合と違い、選挙方法に単記非移譲式投票を使うものはデュヴェルジェの法則により、二大政党制になりやすい。

## 区割りの効果
区割りを用いると、特定の政治問題については多数代表制にならない。